# Paul Caddis
Paul Caddis, né le 19 avril 1988 à Irvine, est un footballeur écossais. Il est défenseur.

## Biographie
Le 20 juillet 2017, il rejoint le club de Blackburn Rovers.
Le 16 novembre 2018, il rejoint Bradford City .

## Palmarès
- Championnat d'Écosse : 2008
- Meilleur jeune du Championnat d'Écosse : 2008
- Blackburn Rovers
  - Football League One (D3)
    - Vice-champion : 2018
- Swindon Town
  - champion d'Angleterre de D4 en 2020.